# Vítkovická doprava
VÍTKOVICKÁ DOPRAVA a.s., do 30. srpna 2018 VÍTKOVICE Doprava, a.s. (VKM: VD), je český železniční dopravce. Společnost vznikla k 1. 6. 2002 vyčleněním z mateřské společnosti Vítkovice. Jejím úkolem bylo zejména provozování dráhy a drážní dopravy na vlečce Vítkovických železáren v Ostravě. Kromě provozu na vlastní vlečce již od počátku své existence zajížděly lokomotivy této firmy také na sousední vlečku Nové huti.
Od vzniku společnosti byla jediným vlastníkem firmy společnost Vítkovice, od 17. dubna 2018 se vlastníkem stala Tatra Aviation ze skupiny Czechoslovak Group. Od 10. srpna 2021 je Vítkovická doprava vlastněna společností CE Industries.

## Vstup na celostátní a regionální dráhy
V říjnu 2004 zahájila společnost Vítkovice Doprava pravidelný provoz svých nákladních vlaků na síti SŽDC. Nejdůležitější relací provozovanou touto společností je přeprava vápna z vápenky Kotouč Štramberk na vítkovickou vlečku pro odběratele Vítkovice a Vítkovice Steel. K těmto přepravám se postupně přidaly i další lokální relace na Ostravsku. Mezi první přepravy na delší vzdálenosti patřily převozy rozpracovaných souprav NIM Express mezi Ostravou a Plzní. Více se firma začala prosazovat na delších relacích v roce 2017, šlo zejména o vozbu železného šrotu a kolejnic. V roce 2019 se společnost podílela také na přepravách dřeva, což souviselo zejména s tehdy probíhající kůrovcovou kalamitou.
Pro jízdy po tratích Správy železnic používala společnost lokomotivy řady 740.

## Lokomotivy

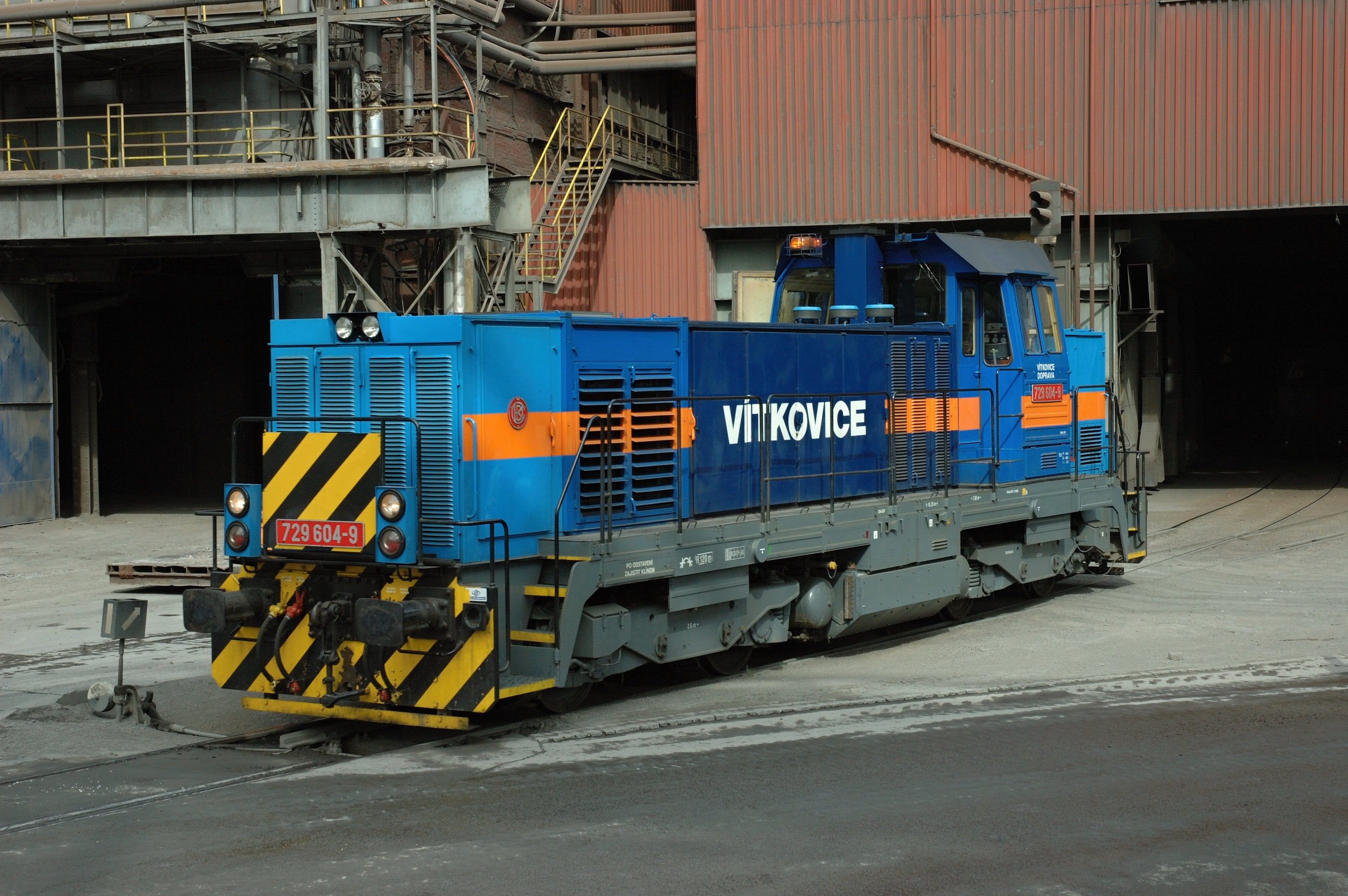
Lokomotiva 729.604 společnosti Vítkovice Doprava

Základem lokomotivního parku této společnosti jsou lokomotivy řady 740 a lokomotivy řady 741 které jsou vůbec nejrozšířenějším typem lokomotiv na větších vlečkách v Česku a na Slovensku. Dalšími typy lokomotiv provozovaných touto firmou jsou stroje řady 729 a 709. V minulosti byl park lokomotiv ve Vítkovických železárnách mnohem pestřejší, ale velké množství lokomotiv bylo rozprodáno nebo zrušeno v souvislosti se zastavením provozu zdejších vysokých pecí v roce 1998. Ze starších typů lokomotiv tak ve Vítkovicích zůstaly pouze dvě malé lokomotivy řady 701 upravené jako pojízdná zametadla sněhu.
Společnost se také podílí na opravách lokomotiv pro jiné dopravce.